# کشته‌شدن برهان کرمی
برهان کرمی (کشته‌شده: ۲۵ آبان ۱۴۰۱) جوانی بود که در جریان خیزش ۱۴۰۱ ایران توسط نیروهای سپاه نظام جمهوری اسلامی ایران در کامیاران کشته شد.

## زندگی شخصی
برهان کرمی، فرزند محمود و آمنه، متولد روستای چرسانه و متأهل و دارای یک فرزند بود. شغل او کارگری ساختمانی بود.

## کشته‌شدن
بنا بر گزارش برخی منابع حقوق بشری، تجمع گسترده‌ای که در محله فرهنگ‌سرای شهر کامیاران برای ابراز همدردی با خانواده فؤاد محمدی، یکی از کشته‌شدگان اعتراضات سراسری ۱۴۰۱برگزار شده بود با حمله مرگبار نیروهای حکومتی روبه‌رو شد که در این حمله، دست‌کم یکی از معترضان به نام برهان کرمی با شلیک مستقیم گلوله جنگی به سرش به‌دست تک‌تیرانداز سپاه کشته شد.
ویدیویی از لحظه کشته شدن برهان کرمی پخش شد که در جریان این تیراندازی که سپاه پاسداران فرد کنار دستش را ضارب و قاتل برهان می‌داند و اعلام می‌کند ضارب تیر را به شکم برهان کرمی شلیک کرده‌است اما طبق گفته تحلیل گران درصورتی که تیر به شکم وی شلیک می‌شد جسم وی بلافاصله بدون حرکت بر روی زمین نمی‌افتاد از طرفی با توجه به گفته‌های شاهدان عینی و فیلم موجود از جنازه وی تیر از ناحیه صورت وی وارد و از ناحیه پشت سر خارج شده‌است. که فرضیه تیر خوردن از فرد بغل دستی را رد می‌کند.

## خاک‌سپاری
به گفته یکی از نزدیکان خانواده کرمی، نیروهای امنیتی جمهوری اسلامی با حضور در بیمارستان شهر کامیاران، از خانواده برهان کرمی برای به‌خاکسپاری پیکر فرزندشان به صورت مخفیانه و بدون حضور مردم، تعهد گرفته بودند؛ ولی در مراسم خاکسپاری‌اش در روستای زادگاهش شمار چشمگیری از شهروندان از شهرهای مختلف کردستان شرکت کردند.
مردم در این مراسم شعار می‌دادند: «دایه! برای فرزندت گریه نکن؛ عهد باشد که انتقامش را بگیریم».

## مراسم یادبود چهلم
در روستای چرسانه در کامیاران مراسم چهلم برهان کرمی با حضور گسترده مردم و با شعار مرگ بر دیکتاتور برگزار شد.